# Tipula nodicornis
Tipula nodicornis är en tvåvingeart som beskrevs av Johann Wilhelm Meigen 1818. Tipula nodicornis ingår i släktet Tipula och familjen storharkrankar. Enligt den finländska rödlistan är arten sårbar i Finland. Arten är reproducerande i Sverige. Artens livsmiljö är sandstränder vid sötvatten.

## Underarter
Arten delas in i följande underarter:
- T. n. longicauda
- T. n. nodicornis
- T. n. platyglossa